# Michael Kelly (skytte)
 For alternative betydninger, se Michael Kelly. (Se også artikler, som begynder med Michael Kelly)
Michael Kelly (29. marts 1872 - 3. maj 1923) var en amerikansk skytte som deltog i OL 1920 i Antwerpen.
Kelly blev olympisk mester to gange i skydning under OL 1920 i Antwerpen. Han vandt i holdkonkurrencerne i 30 m pistol og 50 m pistol.